# Col de la Gueulaz
De Col de la Gueulaz is een Zwitserse bergpas die Le Châtelard in het Val du Trient (Wallis) met het stuwmeer Lac d'Emosson verbindt. De pasweg kent slechts een zijde en loopt dood op het stuwmeer. De geasfalteerde weg is van mei tot en met oktober voor verkeer geopend. Het meer kan ook met behulp van twee tandradbaantjes en een panoramatreintje bereikt worden vanuit het dal. De eerste tandradbaan vertrekkend uit Le Châtelard is met 87% de steilste ter wereld.
Vanaf de top van de Col de la Gueulaz heeft men zicht op het massief van de Mont Blanc. De pashoogte is het beginpunt van diverse gemarkeerde wandelpaden. Twee populaire tochten zijn het Lac du Vieux Emosson en de Col de Barberine (2481 m).
Op 23 augustus 1976 werden in nabijheid van het Lac du Vieux Emosson 250 miljoen jaar oude voetsporen van dinosauriers gevonden op een hoogte van 2400 meter.